# Nemetz József János
Nemetz József János (Nemetz József Keresztély) (Buda, 1753 – Debrecen, 1808. november 6.) magyar fizikus, feltaláló, egyetemi tanár.

## Életpályája
A pesti tudományegyetemen tanult, ahol bölcsészdoktori oklevelet kapott. 1784–1788 és 1795–1805 között a tudományegyetem és a Mérnöki Intézet fizika és mechanika (géptan) tanszékén tanársegédként dolgozott.
A 67 találmánya közül – szőlőprés, különféle malmok; cséplőgép, önműködő ajtó, cölöpverő gép stb. – a legismertebb az új rendszerű légpuska, amelyet a bécsi arzenál vásárolt meg 1790-ben. Az 1807-ben szerkesztett tűzifecskendőjét a pesti magisztrátus előtt mutatott be. Uradalmak számára mérnöki megbízást is vállalt: malmokat, kaszáló- és cséplőgépeket épített.

## Művei
- Vorrath neuer Beyträge zur Physik, Oekonomie, Mechanik und Technologie… (I. Theil. Buda, 1784)
- Vorläufige Beschreibung einer elektrischen Lampe… (Buda, 1801)